# 第22回衆議院議員総選挙
第22回衆議院議員総選挙（だい22かいしゅうぎいんぎいんそうせんきょ）は、1946年（昭和21年）4月10日に日本で行われた帝国議会（衆議院）議員の総選挙である。
第二次世界大戦敗戦後、大日本帝国憲法下（帝国議会）における最後の総選挙となった。また、男女普通選挙制度（女性参政権）を採用して初の選挙となった。

## 概要
翼賛体制が崩壊し、日本進歩党、日本自由党、日本社会党など戦前の政党を系譜とする主要政党以外にも、日本協同党や非合法とされた日本共産党のほか、政党が相次いで結成された。
そのような中で、政治的自由や民主的選挙の実施を目的とした衆議院議員選挙法改正が施行され、終戦から4ヶ月後の1945年（昭和20年）12月18日に戦後初めての衆議院解散が行われた。
ソ連占領下の北方領土（択捉島、国後島、色丹島及び歯舞群島、旧北海道2区）及び米国占領下の小笠原諸島（選挙区の設定なし）、奄美群島（鹿児島全県区）と沖縄県（沖縄全県区、定数2）については、選挙が実施されなかった。
東京2区と福井全県区で定数のうち最下位の各1名分が法定得票数に達せず、再選挙が実施された。

## 選挙データ

### 内閣
- 選挙時：幣原内閣（第44代）
  - 内閣総理大臣：幣原喜重郎
  - 与党：挙国一致内閣
- 選挙後：第1次吉田内閣（第45代）
  - 内閣総理大臣：吉田茂（日本自由党総裁）
  - 与党：日本自由党

### 解散日
- 1945年（昭和20年）12月18日

### 解散名
- 終戦解散[1]
- GHQ解散[2]

### 公示日
- 1946年（昭和21年）3月11日

### 投票日
- 1946年（昭和21年）4月10日

### 改選数
- 468（02）
  - 法定数。定数2の沖縄県全県区はアメリカ軍政下にあり、選挙は行われなかった。

### 選挙制度
- 大選挙区制：54
  - 02人区：1
  - 04人区：1
  - 05人区：6
  - 06人区：7
  - 07人区：6
  - 08人区：4
  - 09人区：8
  - 10人区：7
  - 11人区：4
  - 12人区：3
  - 13人区：4
  - 14人区：3

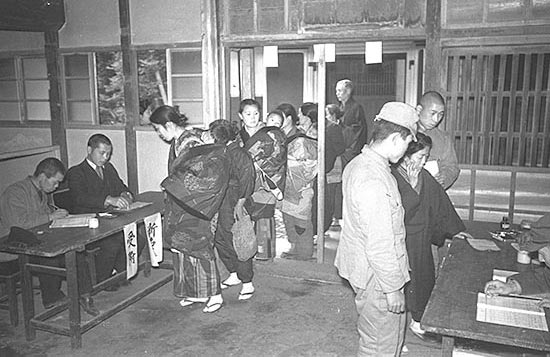
戦後初の衆議院議員総選挙にて、投票へ向かう有権者

- 北海道・東京都・新潟県・愛知県・大阪府・兵庫県・福岡県の7都道府県は2選挙区に分割され、それ以外の40府県は全域で単一の選挙区となった。
- 定数が最少の4人区は、鳥取全県区。沖縄全県区に限っては特に2人区としたが、本土から切り離されて米軍政下であった同県でこの選挙は結局行われなかった。
- 定数が最多の14人区は、北海道1区・長野全県区・静岡全県区（北海道は1区と2区の合計が23人で、東京都の1区2区合計22人を上回る全国最多の定数配分を受けた）。

#### 投票方法
秘密投票、制限連記投票（定数10以下で2名、11以上で3名）、1票制
- 日本の国政選挙において連記制は、明治31年（1898年）の第6回衆議院議員総選挙における一部の2人区で実施された連記投票以来であり、48年ぶりであった。
- 連記投票が実施されたこの衆院選に関して、政治評論家の俵孝太郎は「有権者1人につき選挙区の候補者に対して2票や3票の連記制であったため、1人が1票は保守でもう1票は革新に、あるいは1票は義理のある候補で1票は面白半分にと言った具合に使い分けた」とし、自由党衆議院議員の小沢佐重喜は昭和22年（1947年）の帝国会議で「第一党に進歩党、第二に共産党、第三に社会党など政策の異なる候補者へ投票することが珍しくない。全く不真面目な投票たることを免れない」と述べて、連記制の問題点が提示される形となった[3][4]。

#### 選挙権
満20歳以上の日本国民男女
- 改正衆議院議員選挙法（昭和20年法律第42号）の附則に「戸籍法ノ適用ヲ受ケザル者ノ選挙権及被選挙権ハ当分ノ内之ヲ停止ス」により、前回の総選挙まで選挙権・被選挙権を有していた日本に在住する朝鮮人及び台湾人の参政権が停止された（ポツダム宣言受諾に伴い、それまで外地とされていた朝鮮と台湾が非日本領となったため）。
- 選挙権年齢が、満25歳から満20歳に引き下げされた。
- 前回総選挙までは選挙権・被選挙権ともに男性のみであったが、初めて女性参政権が容認された国政選挙となった。

#### 被選挙権
満25歳以上の日本国民男女
- 選挙権同様に被選挙権も女性に初めて与えられ、年齢も満30歳から満25歳に引き下げられた。

#### 有権者数
36,878,420（男性：16,320,752　女性：20,557,668）

## 選挙活動
進歩党総裁の町田忠治など前議員の多数が公職追放に該当して出馬を断念したほか、この選挙で当選した議員の中にもその後に公職追放に該当するとの通知を受けて議員辞職した者がいた。

### 党派別立候補者数
| 党派                                      | 党派       | 計    | 内訳 | 内訳 | 内訳  | 男性  | 女性 | 解散前 |
| 党派                                      | 党派       | 計    | 前   | 元   | 新    | 男性  | 女性 | 解散前 |
| ----------------------------------------- | ---------- | ----- | ---- | ---- | ----- | ----- | ---- | ------ |
|                                           | 日本自由党 | 485   | 15   | 42   | 429   |       |      | 46     |
|                                           | 日本進歩党 | 376   | 21   | 23   | 336   |       |      | 272    |
|                                           | 日本社会党 | 331   | 7    | 18   | 305   |       |      | 17     |
|                                           | 日本共産党 | 143   | 0    | 0    | 143   |       |      | 0      |
|                                           | 日本協同党 | 92    | 2    | 1    | 91    |       |      | 27     |
|                                           | 諸派       | 570   | 1    | 4    | 565   |       |      | 1      |
|                                           | 無所属     | 773   | 3    | 11   | 753   |       |      | 49     |
| 合計                                      | 合計       | 2,770 | 49   | 99   | 2,622 | 2,691 | 79   | 412    |
| 出典：第九〇回帝国議会 貴族院・衆議院解説 |            |       |      |      |       |       |      |        |

- 候補を擁立した政党数：258

候補者数、政党数はいずれも総選挙における史上最多。
- 解散前の諸派（1）は、全国農本同盟である。

### 都道府県別立候補者数
| 都道府県                           | 定数 | 自由 | 進歩 | 社会 | 共産 | 協同 | 諸派 | 無所 | 計    |
| ---------------------------------- | ---- | ---- | ---- | ---- | ---- | ---- | ---- | ---- | ----- |
| 北海道                             | 23   |      |      |      |      |      |      |      | 112   |
| 青森県                             | 7    |      |      |      |      |      |      |      | 38    |
| 岩手県                             | 8    |      |      |      |      |      |      |      | 45    |
| 宮城県                             | 9    |      |      |      |      |      |      |      | 42    |
| 秋田県                             | 8    |      |      |      |      |      |      |      | 41    |
| 山形県                             | 9    |      |      |      |      |      |      |      | 36    |
| 福島県                             | 13   |      |      |      |      |      |      |      | 83    |
| 茨城県                             | 13   |      |      |      |      |      |      |      | 89    |
| 栃木県                             | 10   |      |      |      |      |      |      |      | 57    |
| 群馬県                             | 10   |      |      |      |      |      |      |      | 54    |
| 埼玉県                             | 13   |      |      |      |      |      |      |      | 56    |
| 千葉県                             | 13   |      |      |      |      |      |      |      | 84    |
| 神奈川県                           | 12   |      |      |      |      |      |      |      | 77    |
| 山梨県                             | 5    |      |      |      |      |      |      |      | 32    |
| 東京都                             | 22   |      |      |      |      |      |      |      | 253   |
| 新潟県                             | 15   |      |      |      |      |      |      |      | 67    |
| 富山県                             | 6    |      |      |      |      |      |      |      | 38    |
| 石川県                             | 6    |      |      |      |      |      |      |      | 34    |
| 福井県                             | 5    |      |      |      |      |      |      |      | 39    |
| 長野県                             | 14   |      |      |      |      |      |      |      | 76    |
| 岐阜県                             | 10   |      |      |      |      |      |      |      | 59    |
| 静岡県                             | 14   |      |      |      |      |      |      |      | 82    |
| 愛知県                             | 18   |      |      |      |      |      |      |      | 98    |
| 三重県                             | 9    |      |      |      |      |      |      |      | 49    |
| 滋賀県                             | 6    |      |      |      |      |      |      |      | 35    |
| 京都府                             | 10   |      |      |      |      |      |      |      | 72    |
| 大阪府                             | 18   |      |      |      |      |      |      |      | 141   |
| 兵庫県                             | 18   |      |      |      |      |      |      |      | 116   |
| 奈良県                             | 5    |      |      |      |      |      |      |      | 27    |
| 和歌山県                           | 6    |      |      |      |      |      |      |      | 48    |
| 鳥取県                             | 4    |      |      |      |      |      |      |      | 23    |
| 島根県                             | 6    |      |      |      |      |      |      |      | 23    |
| 岡山県                             | 10   |      |      |      |      |      |      |      | 47    |
| 広島県                             | 12   |      |      |      |      |      |      |      | 50    |
| 山口県                             | 9    |      |      |      |      |      |      |      | 45    |
| 徳島県                             | 5    |      |      |      |      |      |      |      | 30    |
| 香川県                             | 6    |      |      |      |      |      |      |      | 27    |
| 愛媛県                             | 9    |      |      |      |      |      |      |      | 37    |
| 高知県                             | 5    |      |      |      |      |      |      |      | 24    |
| 福岡県                             | 18   |      |      |      |      |      |      |      | 100   |
| 佐賀県                             | 5    |      |      |      |      |      |      |      | 37    |
| 長崎県                             | 8    |      |      |      |      |      |      |      | 57    |
| 熊本県                             | 10   |      |      |      |      |      |      |      | 56    |
| 大分県                             | 7    |      |      |      |      |      |      |      | 49    |
| 宮崎県                             | 6    |      |      |      |      |      |      |      | 31    |
| 鹿児島県                           | 11   |      |      |      |      |      |      |      | 54    |
| 沖縄県                             | 2    | －   | －   | －   | －   | －   | －   | －   | －    |
| 総計                               | 468  | 486  | 380  | 330  | 143  | 94   | 570  | 767  | 2,770 |
| 出典：衆議院議員総選挙一覽. 第22回 |      |      |      |      |      |      |      |      |       |

## 選挙結果

### 党派別獲得議席
|                                    |                          |                          |                          |            |        |        |
| 党派                               | 党派                     | 獲得 議席                | 増減                     | 得票数     | 得票率 | 解散前 |
|                                    | 日本自由党               | 140                      | 094                      | 13,505,746 | 24.36% | 46     |
|                                    | 日本進歩党               | 94                       | 178                      | 10,350,530 | 18.67% | 272    |
|                                    | 日本社会党               | 92                       | 075                      | 9,924,930  | 17.90% | 17     |
|                                    | 日本協同党               | 14                       | 013                      | 1,799,764  | 3.25%  | 27     |
|                                    | 日本共産党               | 5                        | 005                      | 2,135,757  | 3.85%  | 0      |
|                                    | 諸派                     | 38                       | 037                      | 6,488,032  | 11.70% | 1      |
|                                    | 無所属                   | 81                       | 032                      | 11,244,120 | 20.28% | 49     |
|                                    | 欠員                     | 4                        | 050                      | －         | －     | 54     |
| 総計                               | 総計                     | 468                      | 002                      | 55,448,879 | 100.0% | 466    |
| 有効票数（有効率）                 | 有効票数（有効率）       | 有効票数（有効率）       | 有効票数（有効率）       | 55,448,879 | 99.08% |        |
| 無効票・白票数（無効率）           | 無効票・白票数（無効率） | 無効票・白票数（無効率） | 無効票・白票数（無効率） | 515,386    | 0.92%  |        |
| 投票総数                           | 投票総数                 | 投票総数                 | 投票総数                 | 55,964,265 | －     |        |
| 投票者数（投票率）                 | 投票者数（投票率）       | 投票者数（投票率）       | 投票者数（投票率）       | 26,582,175 | 72.08% |        |
| 棄権者数（棄権率）                 | 棄権者数（棄権率）       | 棄権者数（棄権率）       | 棄権者数（棄権率）       | 10,296,245 | 27.92% |        |
| 有権者数                           | 有権者数                 | 有権者数                 | 有権者数                 | 36,878,420 | 100.0% |        |
| 出典：衆議院議員総選挙一覽. 第22回 |                          |                          |                          |            |        |        |

投票率：72.08％（前回比： 11.08％）
【 男性：78.52％（前回比： 4.64％）  女性：66.97％（初）】

### 党派別当選者内訳
| 党派                           | 党派       | 計  | 内訳 | 内訳 | 内訳 | 男性 | 女性 |
| 党派                           | 党派       | 計  | 前   | 元   | 新   | 男性 | 女性 |
| ------------------------------ | ---------- | --- | ---- | ---- | ---- | ---- | ---- |
|                                | 日本自由党 | 140 | 14   | 24   | 102  | 136  | 4    |
|                                | 日本進歩党 | 94  | 14   | 9    | 71   | 88   | 6    |
|                                | 日本社会党 | 92  | 6    | 15   | 71   | 84   | 8    |
|                                | 日本協同党 | 14  | 1    | 1    | 12   | 14   | 0    |
|                                | 日本共産党 | 5   | 0    | 0    | 5    | 4    | 1    |
|                                | 諸派       | 38  | 0    | 1    | 37   | 27   | 11   |
|                                | 無所属     | 81  | 5    | 1    | 75   | 72   | 9    |
| 総計                           | 総計       | 464 | 40   | 51   | 373  | 425  | 39   |
| 出典：朝日新聞「朝日選挙大観」 |            |     |      |      |      |      |      |

### 都道府県別獲得議席
| 都道府県 | 定数 | 自由 | 進歩 | 社会 | 協同 | 共産 | 諸派 | 無 | 欠員 |
| -------- | ---- | ---- | ---- | ---- | ---- | ---- | ---- | -- | ---- |
| 北海道   | 23   | 6    | 0    | 4    | 7    | 1    | 3    | 2  | 0    |
| 青森県   | 7    | 2    | 3    | 1    | 0    | 0    | 0    | 1  | 0    |
| 岩手県   | 8    | 4    | 2    | 2    | 0    | 0    | 0    | 0  | 0    |
| 宮城県   | 9    | 3    | 1    | 1    | 0    | 0    | 3    | 1  | 0    |
| 秋田県   | 8    | 1    | 1    | 3    | 0    | 0    | 2    | 1  | 0    |
| 山形県   | 9    | 3    | 1    | 1    | 0    | 0    | 1    | 3  | 0    |
| 福島県   | 13   | 4    | 6    | 2    | 0    | 0    | 0    | 1  | 0    |
| 茨城県   | 13   | 4    | 5    | 1    | 0    | 0    | 0    | 3  | 0    |
| 栃木県   | 10   | 2    | 4    | 2    | 1    | 0    | 1    | 0  | 0    |
| 群馬県   | 10   | 1    | 5    | 3    | 0    | 0    | 0    | 1  | 0    |
| 埼玉県   | 13   | 8    | 2    | 2    | 0    | 0    | 1    | 0  | 0    |
| 千葉県   | 13   | 6    | 2    | 1    | 0    | 0    | 1    | 3  | 0    |
| 神奈川県 | 12   | 6    | 0    | 4    | 0    | 0    | 1    | 1  | 0    |
| 山梨県   | 5    | 1    | 1    | 2    | 0    | 0    | 0    | 1  | 0    |
| 東京都   | 22   | 7    | 1    | 9    | 0    | 2    | 2    | 0  | 1    |
| 新潟県   | 15   | 5    | 5    | 4    | 0    | 0    | 0    | 1  | 0    |
| 富山県   | 6    | 1    | 2    | 0    | 0    | 0    | 2    | 1  | 0    |
| 石川県   | 6    | 3    | 0    | 1    | 0    | 0    | 0    | 2  | 0    |
| 福井県   | 5    | 1    | 1    | 0    | 0    | 0    | 0    | 2  | 1    |
| 長野県   | 14   | 2    | 1    | 3    | 1    | 1    | 1    | 5  | 0    |
| 岐阜県   | 10   | 5    | 2    | 1    | 0    | 0    | 0    | 2  | 0    |
| 静岡県   | 14   | 7    | 0    | 3    | 1    | 0    | 1    | 2  | 0    |
| 愛知県   | 18   | 4    | 5    | 3    | 0    | 0    | 2    | 4  | 0    |
| 三重県   | 9    | 1    | 4    | 1    | 0    | 0    | 1    | 2  | 0    |
| 滋賀県   | 6    | 3    | 0    | 2    | 0    | 0    | 0    | 1  | 0    |
| 京都府   | 10   | 3    | 1    | 3    | 0    | 0    | 0    | 3  | 0    |
| 大阪府   | 18   | 3    | 4    | 5    | 0    | 1    | 3    | 2  | 0    |
| 兵庫県   | 18   | 5    | 7    | 4    | 1    | 0    | 0    | 1  | 0    |
| 奈良県   | 5    | 1    | 1    | 0    | 1    | 0    | 0    | 2  | 0    |
| 和歌山県 | 6    | 3    | 1    | 0    | 0    | 0    | 0    | 2  | 0    |
| 鳥取県   | 4    | 1    | 1    | 0    | 0    | 0    | 0    | 2  | 0    |
| 島根県   | 6    | 1    | 2    | 2    | 0    | 0    | 0    | 1  | 0    |
| 岡山県   | 10   | 3    | 2    | 2    | 0    | 0    | 0    | 3  | 0    |
| 広島県   | 12   | 3    | 1    | 3    | 0    | 0    | 2    | 3  | 0    |
| 山口県   | 9    | 4    | 0    | 1    | 0    | 0    | 1    | 3  | 0    |
| 徳島県   | 5    | 0    | 0    | 0    | 0    | 0    | 0    | 5  | 0    |
| 香川県   | 6    | 3    | 0    | 2    | 0    | 0    | 0    | 1  | 0    |
| 愛媛県   | 9    | 2    | 4    | 2    | 0    | 0    | 1    | 0  | 0    |
| 高知県   | 5    | 2    | 1    | 2    | 0    | 0    | 0    | 0  | 0    |
| 福岡県   | 18   | 2    | 5    | 8    | 0    | 0    | 0    | 3  | 0    |
| 佐賀県   | 5    | 2    | 2    | 0    | 0    | 0    | 0    | 1  | 0    |
| 長崎県   | 8    | 5    | 1    | 1    | 0    | 0    | 0    | 1  | 0    |
| 熊本県   | 10   | 4    | 2    | 1    | 0    | 0    | 0    | 3  | 0    |
| 大分県   | 7    | 2    | 2    | 0    | 0    | 0    | 2    | 1  | 0    |
| 宮崎県   | 6    | 0    | 0    | 0    | 0    | 0    | 4    | 2  | 0    |
| 鹿児島県 | 11   | 1    | 2    | 1    | 2    | 0    | 3    | 2  | 0    |
| 沖縄県   | 2    | －   | －   | －   | －   | －   | －   | － | 2    |
| 総計     | 468  | 140  | 94   | 92   | 14   | 5    | 38   | 81 | 4    |

## 政党
| 日本自由党：140議席 総裁：鳩山一郎 幹事長 ：河野一郎 総務会長 ：三木武吉 政務調査会長：北昤吉    | 日本進歩党：94議席 総裁：町田忠治 幹事長 ：犬養健 総務会長 ：斎藤隆夫 政務調査会長：木村小左衛門 | 日本社会党：92議席 委員長：（空席） 書記長：片山哲 |
| 日本協同党：14議席 委員長：山本実彦 副委員長 ：北勝太郎 書記長 ：井川忠雄 政務調査会長：船田享二 | 日本共産党：5議席 書記長：徳田球一 政治局員：志賀義雄 野坂参三                                   |                                                    |

諸派：38議席
- 4議席（1団体）

日向民主党　　　：伊東岩男、大橋喜美、川野芳満、森由己雄（いずれも宮崎全県区）
- 3議席（2団体）

北海道政治同盟　：地崎宇三郎、椎熊三郎（いずれも北海道1区）、本名武（北海道2区）
宮城地方党　　　：井上東治郎、安部俊吾、竹谷源太郎（いずれも宮城全県区）
- 2議席（3団体）

農本党　　　　　：麻生正蔵、稲田健治（いずれも富山全県区）
広島協同民主党　：大宮伍三郎、大原博夫（いずれも広島全県区）
日本農本党　　　：宇田国栄、原国（いずれも鹿児島全県区）
- 1議席（22団体）

教育民主党　　　：丸山修一郎（秋田全県区）
東北日本国民党　：鈴木弥五郎（秋田全県区）
中道会　　　　　：米山文子　（山形全県区）
日本民党　　　　：戸叶里子　（栃木全県区）
埼玉県政振興会　：磯田正則　（埼玉全県区）
新日本青年党　　：竹内歌子　（千葉全県区）
日本正論党　　　：石田一松　（東京1区）
餓死防衛同盟　　：松谷天光光（東京2区）
新日本婦人党　　：吉田セイ　（神奈川全県区）
日本平和党　　　：安藤はつ　（長野全県区）
日本興誠党　　　：廿日出厖　（静岡全県区）
新生公民党　　　：越原はる　（愛知1区）
三州農民党　　　：中野四郎　（愛知2区）
新日本建設同盟　：田中久雄　（三重全県区）
民本党　　　　　：三木キヨ子（大阪1区）
日本婦人党　　　：本多花子　（大阪2区）
全日本職域同志会：小西寅松　（大阪2区）
青年民主主義同盟：疋田敏男　（山口全県区）
日本民主党　　　：布利秋　　（愛媛全県区）
大分県農本党　　：平野八郎　（大分全県区）
農民党　　　　　：原尻束　　（大分全県区）
民権同志会　　　：石原登　　（鹿児島全県区）

## 議員

### 当選者
日本自由党   日本進歩党   日本社会党   日本協同党   日本共産党   諸派   無所属 
| 北海道   | 1区  | 有馬英二     | 北勝太郎     | 新妻イト     | 苫米地英俊   | 平塚常次郎   | 岡田春夫   | 正木清         | 椎熊三郎     | 地崎宇三郎     | 東隆       |
| 北海道   | 1区  | 柄沢とし子   | 北政清       | 小川原政信   | 香川兼吉     |              |            |                |              |                |            |
| 北海道   | 2区  | 飯田義茂     | 永井勝次郎   | 坂東幸太郎   | 本名武       | 伊藤郷一     | 太田鉄太郎 | 森三樹二       | 松本六太郎   | 武田信之助     |            |
| 青森県   | 全県 | 笹森順造     | 小笠原八十美 | 夏堀源三郎   | 山崎岩男     | 大澤喜代一   | 津島文治   | 苫米地義三     |              |                |            |
| 岩手県   | 全県 | 菅原エン     | 石川金次郎   | 松川昌藏     | 八重樫利康   | 柴田兵一郎   | 小沢佐重喜 | 菊池長右衛門   | 及川規       |                |            |
| 宮城県   | 全県 | 菊地養之輔   | 庄司一郎     | 井上東治郎   | 本間俊一     | 安部俊吾     | 丹野実     | 大石倫治       | 内海安吉     | 竹谷源太郎     |            |
| 秋田県   | 全県 | 和崎ハル     | 丸山修一郎   | 島田晋作     | 中川重春     | 田中健吉     | 細野三千雄 | 大井直之助     | 鈴木弥五郎   |                |            |
| 山形県   | 全県 | 松浦東介     | 小野孝       | 山木武夫     | 大久保傳藏   | 米山文子     | 牧野寛索   | 海野三朗       | 石黒武重     | 図司安正       |            |
| 福島県   | 全県 | 円谷光衛     | 鈴木義男     | 荒木武行     | 中野寅吉     | 太田秋之助   | 榊原千代   | 林平馬         | 山下春江     | 大内一郎       | 加藤宗平   |
| 福島県   | 全県 | 村井八郎     | 鈴木周次郎   | 星一         |              |              |            |                |              |                |            |
| 茨城県   | 全県 | 大津桂一     | 河原田巌     | 杉田馨子     | 葉梨新五郎   | 菊池豊       | 武藤常介   | 中山栄一       | 細田綱吉     | 加藤高蔵       | 鈴木明良   |
| 茨城県   | 全県 | 宮原庄助     | 山崎猛       | 小野瀬忠兵衛 |              |              |            |                |              |                |            |
| 栃木県   | 全県 | 戸叶里子     | 江部順治     | 金子益太郎   | 山口光一郎   | 山口好一     | 大島定吉   | 高瀬伝         | 菅又薫       | 船田享二       | 杉田一郎   |
| 群馬県   | 全県 | 野本品吉     | 最上英子     | 飯島祐之     | 須永好       | 鈴木強平     | 山田悟六   | 町田三郎       | 武藤運十郎   | 滝沢浜吉       | 小峰柳多   |
| 埼玉県   | 全県 | 荒舩清十郎   | 平岡良蔵     | 松永義雄     | 磯田正則     | 高橋泰雄     | 山本勝市   | 三ッ林幸三     | 井田友平     | 関根久蔵       | 古島義英   |
| 埼玉県   | 全県 | 加藤睦之介   | 宮前進       | 川島金次     |              |              |            |                |              |                |            |
| 千葉県   | 全県 | 山村新治郎   | 成島勇       | 森曉         | 横田清蔵     | 竹内歌子     | 片岡伊三郎 | 水田三喜男     | 吉川兼光     | 青木泰助       | 斉藤行蔵   |
| 千葉県   | 全県 | 藤田栄       | 寺島隆太郎   | 木島義夫     |              |              |            |                |              |                |            |
| 神奈川県 | 全県 | 片山哲       | 鈴木憲一     | 河野一郎     | 小此木歌治   | 松尾トシ子   | 土井直作   | 山本正一       | 吉田セイ     | 岩本信行       | 三浦寅之助 |
| 神奈川県 | 全県 | 磯崎貞序     | 金井芳次     |              |              |              |            |                |              |                |            |
| 山梨県   | 全県 | 平野力三     | 天野久       | 樋貝詮三     | 笠井重治     | 松沢一       |            |                |              |                |            |
| 東京都   | 1区  | 鳩山一郎     | 山口シヅエ   | 野坂参三     | 浅沼稲次郎   | 竹内茂代     | 中島守利   | 石田一松       | 鈴木仙八     | 原彪           | 林連       |
| 東京都   | 2区  | 加藤シヅエ   | 中村高一     | 河野密       | 鈴木茂三郎   | 大久保留次郎 | 松岡駒吉   | 徳田球一       | 花村四郎     | 荒畑勝三       | 栗山長次郎 |
| 東京都   | 2区  | 松谷天光光   | （欠員）     |              |              |              |            |                |              |                |            |
| 新潟県   | 1区  | 玉井潤次     | 村島喜代     | 井伊誠一     | 北昤吉       | 白井秀吉     | 小沢国治   | 舟崎由之       |              |                |            |
| 新潟県   | 2区  | 亘四郎       | 稲村順三     | 清沢俊英     | 塚田十一郎   | 野村ミス     | 荊木一久   | 吉沢仁太郎     | 板倉治作     |                |            |
| 富山県   | 全県 | 中田栄太郎   | 麻生正蔵     | 稲田健治     | 綿貫佐民     | 橘直治       | 佐藤久雄   |                |              |                |            |
| 石川県   | 全県 | 米山久       | 五坪茂雄     | 益谷秀次     | 江川為信     | 竹田儀一     | 殿田孝次   |                |              |                |            |
| 福井県   | 全県 | 薩摩雄次     | 坪川信三     | 奥村又十郎   | 今井はつ     | （欠員）     |            |                |              |                |            |
| 長野県   | 全県 | 安藤はつ     | 植原悦二郎   | 池上隆祐     | 井出一太郎   | 米倉龍也     | 小坂善太郎 | 棚橋小虎       | 野溝勝       | 田中重弥       | 高倉輝     |
| 長野県   | 全県 | 林虎雄       | 降旗徳弥     | 小川一平     | 宮沢才吉     |              |            |                |              |                |            |
| 岐阜県   | 全県 | 伊藤恭一     | 平野増吉     | 水口周平     | 稲葉道意     | 加藤鐐造     | 大野伴睦   | 田中実司       | 武藤嘉一     | 日比野民平     | 木村公平   |
| 静岡県   | 全県 | 山崎道子     | 増井慶太郎   | 森田豊寿     | 長谷川保     | 竹山祐太郎   | 鈴木平一郎 | 大塚甚之助     | 廿日出厖     | 神田博         | 加藤一雄   |
| 静岡県   | 全県 | 佐藤虎次郎   | 小池政恩     | 渋谷昇次     | 坪井亀蔵     |              |            |                |              |                |            |
| 愛知県   | 1区  | 加藤勘十     | 山崎常吉     | 辻寛一       | 白木一平     | 越原はる     | 神戸眞     | 早稲田柳右衛門 | 深津玉一郎   | 赤松勇         | 江崎真澄   |
| 愛知県   | 1区  | 河野金昇     |              |              |              |              |            |                |              |                |            |
| 愛知県   | 2区  | 小林錡       | 酒井俊雄     | 大谷瑩潤     | 青木孝義     | 穂積七郎     | 岡本実太郎 | 中野四郎       |              |                |            |
| 三重県   | 全県 | 尾崎行雄     | 伊藤幸太郎   | 長井源       | 九鬼紋十郎   | 川崎秀二     | 沢田ひさ   | 松田正一       | 石原円吉     | 田中久雄       |            |
| 滋賀県   | 全県 | 森幸太郎     | 矢尾喜三郎   | 堤隆         | 今井耕       | 服部岩吉     | 花月純誠   |                |              |                |            |
| 京都府   | 全府 | 水谷長三郎   | 芦田均       | 冨田ふさ     | 田中伊三次   | 大石ヨシエ   | 中野武雄   | 竹内克巳       | 小川半次     | 木村チヨ       | 辻井民之助 |
| 大阪府   | 1区  | 西尾末広     | 細川八十八   | 大矢省三     | 志賀義雄     | 一松定吉     | 有田二郎   | 三木キヨ子     |              |                |            |
| 大阪府   | 2区  | 喜多楢治郎   | 松永仏骨     | 寺田栄吉     | 原藤右門     | 井上良二     | 左藤義詮   | 田中萬逸       | 本多花子     | 叶凸           | 西村栄一   |
| 大阪府   | 2区  | 小西寅松     |              |              |              |              |            |                |              |                |            |
| 兵庫県   | 1区  | 永江一夫     | 川西清       | 中山タマ     | 森崎了三     | 松沢兼人     | 佃良一     | 細田忠治郎     | 原健三郎     | 田中源三郎     | 米窪満亮   |
| 兵庫県   | 1区  | 山下栄二     |              |              |              |              |            |                |              |                |            |
| 兵庫県   | 2区  | 斎藤隆夫     | 小島徹三     | 木下栄       | 八木佐太治   | 小池新太郎   | 堀川恭平   | 小笹耕作       |              |                |            |
| 奈良県   | 全県 | 北浦圭太郎   | 瀧清麻吉     | 仲川房次郎   | 東井三代次   | 駒井藤平     |            |                |              |                |            |
| 和歌山県 | 全県 | 山口喜久一郎 | 斎藤てい     | 世耕弘一     | 小野真次     | 早川崇       | 池村平太郎 |                |              |                |            |
| 鳥取県   | 全県 | 稲田直道     | 佐伯忠義     | 赤沢正道     | 田中たつ     |              |            |                |              |                |            |
| 島根県   | 全県 | 飯国壮三郎   | 中崎敏       | 木村小左衛門 | 井上赳       | 原夫次郎     | 松本淳造   |                |              |                |            |
| 岡山県   | 全県 | 西山冨佐太   | 犬養健       | 近藤鶴代     | 星島二郎     | 黒田寿男     | 若林義孝   | 中原健次       | 滝澤脩作     | 井上卓一       | 逢沢寛     |
| 広島県   | 全県 | 平川篤雄     | 武田キヨ     | 伊藤実雄     | 大宮伍三郎   | 松本瀧藏     | 森戸辰男   | 大原博夫       | 田中貢       | 前田栄之助     | 渡辺忠雄   |
| 広島県   | 全県 | 高津正道     | 原侑         |              |              |              |            |                |              |                |            |
| 山口県   | 全県 | 久芳庄二郎   | 仲子隆       | 細迫兼光     | 坂本実       | 田村定一     | 木村義雄   | 疋田敏男       | 厚東常吉     | 田辺譲         |            |
| 徳島県   | 全県 | 三木武夫     | 岡田勢一     | 紅露みつ     | 柏原義則     | 秋田大助     |            |                |              |                |            |
| 香川県   | 全県 | 松浦薫       | 豊沢豊雄     | 三木武吉     | 矢野庄太郎   | 田万広文     | 平野市太郎 |                |              |                |            |
| 愛媛県   | 全県 | 桂作蔵       | 高橋英吉     | 林田哲雄     | 薬師神岩太郎 | 馬越晃       | 関谷勝利   | 布利秋         | 安平鹿一     | 稲本早苗       |            |
| 高知県   | 全県 | 林譲治       | 氏原一郎     | 佐竹晴記     | 寺尾豊       | 長野長広     |            |                |              |                |            |
| 福岡県   | 1区  | 森山ヨネ     | 楢橋渡       | 稲富稜人     | 田中松月     | 山田善三     | 中島茂喜   | 杉本勝次       | 石井光次郎   | 古賀喜太郎     |            |
| 福岡県   | 2区  | 上田清次郎   | 田原春次     | 伊藤卯四郎   | 石崎千松     | 森本義夫     | 長尾達生   | 松岡運         | 岡部得三     | 松本七郎       |            |
| 佐賀県   | 全県 | 大島多蔵     | 江藤夏雄     | 中村又一     | 田中善内     | 保利茂       |            |                |              |                |            |
| 長崎県   | 全県 | 久保猛夫     | 本多市郎     | 北村徳太郎   | 西村久之     | 今村等       | 小柳冨太郎 | 本田英作       | 栗原大島太郎 |                |            |
| 熊本県   | 全県 | 藤本虎喜     | 坂田道太     | 吉田安       | 橋本二郎     | 上塚司       | 山下ツ子   | 渕田長一郎     | 宮村又八     | 小見山七十五郎 | 林田正治   |
| 大分県   | 全県 | 松原一彦     | 塩月学       | 村上勇       | 平野八郎     | 原尻束       | 八坂善一郎 | 金光義邦       |              |                |            |
| 宮崎県   | 全県 | 鹿島透       | 伊東岩男     | 甲斐政治     | 大橋喜美     | 川野芳満     | 森由己雄   |                |              |                |            |
| 鹿児島県 | 全県 | 上林山栄吉   | 冨吉榮二     | 的場金右衛門 | 山本実彦     | 二階堂進     | 井上徳命   | 井上知治       | 原捨思       | 宇田国栄       | 石原登     |
| 鹿児島県 | 全県 | 原国         |              |              |              |              |            |                |              |                |            |
| 沖縄県   | 全県 | （欠員）     | （欠員）     |              |              |              |            |                |              |                |            |

#### 補欠当選等
| 年                   | 月日 | 選挙区       | 選出       | 新旧別 | 当選者       | 所属党派   | 欠員     | 所属党派   | 欠員事由                 |
| -------------------- | ---- | ------------ | ---------- | ------ | ------------ | ---------- | -------- | ---------- | ------------------------ |
| 1946                 | 5.11 | 東京1区      | 繰上補充   | 新     | 島村一郎     | 日本自由党 | 鳩山一郎 | 日本自由党 | 1946.5.7失職             |
| 1946                 | 6.1  | 福井全県区   | 再選挙     | 新     | 堂森芳夫     | 日本社会党 | －       | －         | 最下位が法定得票に達せず |
| 1946                 | 6.24 | 東京2区      | 再選挙     | 元     | 広川弘禅     | 日本自由党 | －       | －         | 最下位が法定得票に達せず |
| 1946                 | 6.29 | 福井全県区   | 繰上補充   | 新     | 青木清左衛門 | 日本進歩党 | 薩摩雄次 | 日本進歩党 | 1946.6.22辞職            |
| 1946                 | 6.29 | 広島全県区   | 繰上補充   | 新     | 林興一郎     | 協同民主党 | 田中貢   | 日本進歩党 | 1946.6.22辞職            |
| 1946                 | 6.29 | 広島全県区   | 繰上補充   | 新     | 藤井正男     | 協同民主党 | 渡辺忠雄 | 日本自由党 | 1946.6.22辞職            |
| 1946                 | 7.2  | 香川全県区   | 繰上補充   | 新     | 福田繁芳     | 無所属     | 三木武吉 | 日本自由党 | 1946.6.22辞職            |
| 1946                 | 7.3  | 福岡1区      | 繰上補充   | 新     | 古賀太郎     | 無所属     | 稲富稜人 | 日本社会党 | 1946.6.22辞職            |
| 1946                 | 7.6  | 神奈川全県区 | 繰上補充   | 新     | 中西伊之助   | 日本共産党 | 河野一郎 | 日本自由党 | 1946.6.22辞職            |
| 1946                 | 7.6  | 宮崎全県区   | 繰上補充   | 新     | 川越博       | 協同民主党 | 甲斐政治 | 無所属     | 1946.6.27辞職            |
| 1946                 | 8.26 | 東京2区      | 繰上補充   | 新     | 山花秀雄     | 日本社会党 | 河野密   | 日本社会党 | 1946.8.17辞職            |
| 1946                 | 9.18 | 群馬全県区   | 繰上補充   | 元     | 生方大吉     | 日本進歩党 | 須永好   | 日本社会党 | 1946.9.11死去            |
| 1946                 | －   | 福岡1区      | （未実施） |        |              |            | 古賀太郎 | 日本自由党 | 1946.10.7死去            |
| 1947                 | 2.26 | 鹿児島全県区 | 繰上補充   | 元     | 中村嘉寿     | 無所属     | 山本実彦 | 協同民主党 | 1947.2.14辞職            |
| 1947                 | 3.18 | 三重全県区   | 繰上補充   | 新     | 水谷昇       | 日本自由党 | 長井源   | 日本進歩党 | 1947.3.8辞職             |
| 1947                 | 3.26 | 滋賀全県区   | 繰上補充   | 新     | 長野重右衛門 | 日本進歩党 | 堤隆     | 日本社会党 | 1947.2.22死去            |
| 出典：戦後の補欠選挙 |      |              |            |        |              |            |          |            |                          |

### 初当選
計373名
日本自由党
102名
- 苫米地英俊（北海道1区）
- 平塚常次郎（北海道1区）
- 小川原政信（北海道1区）
- 伊藤郷一　（北海道2区）
- 武田信之助（北海道2区）
- 夏堀源三郎（青森全県区）
- 八重樫利康（岩手全県区）
- 小沢佐重喜（岩手全県区）
- 内海安吉　（宮城全県区）
- 大井直之助（秋田全県区）
- 松浦東介　（山形全県区）
- 小野孝　　（山形全県区）
- 牧野寛索　（山形全県区）
- 円谷光衛　（福島全県区）
- 大内一郎　（福島全県区）
- 河原田巌　（茨城全県区）
- 杉田馨子　（茨城全県区）
- 山口好一　（栃木全県区）
- 杉田一郎　（栃木全県区）
- 小峰柳多　（群馬全県区）
- 荒舩清十郎（埼玉全県区）

- 平岡良蔵　（埼玉全県区）
- 山本勝市　（埼玉全県区）
- 三ッ林幸三（埼玉全県区）
- 井田友平　（埼玉全県区）
- 加藤睦之介（埼玉全県区）
- 山村新治郎（千葉全県区）
- 横田清蔵　（千葉全県区）
- 片岡伊三郎（千葉全県区）
- 水田三喜男（千葉全県区）
- 斉藤行蔵　（千葉全県区）
- 木島義夫　（千葉全県区）
- 小此木歌治（神奈川全県区）
- 山本正一　（神奈川全県区）
- 岩本信行　（神奈川全県区）
- 三浦寅之助（神奈川全県区）
- 磯崎貞序　（神奈川全県区）
- 樋貝詮三　（山梨全県区）
- 竹内茂代　（東京1区）
- 鈴木仙八　（東京1区）
- 大久保留次郎（東京2区）
- 栗山長次郎（東京2区）

- 小沢国治　（新潟1区）
- 亘四郎　　（新潟2区）
- 塚田十一郎（新潟2区）
- 板倉治作　（新潟2区）
- 綿貫佐民　（富山全県区）
- 殿田孝次　（石川全県区）
- 今井はつ　（福井全県区）
- 田中重弥　（長野全県区）
- 水口周平　（岐阜全県区）
- 稲葉道意　（岐阜全県区）
- 田中実司　（岐阜全県区）
- 木村公平　（岐阜全県区）
- 森田豊寿　（静岡全県区）
- 鈴木平一郎（静岡全県区）
- 大塚甚之助（静岡全県区）
- 神田博　　（静岡全県区）
- 加藤一雄　（静岡全県区）
- 佐藤虎次郎（静岡全県区）
- 小池政恩　（静岡全県区）
- 辻寛一　　（愛知1区）
- 深津玉一郎（愛知1区）

- 江崎真澄　（愛知1区）
- 青木孝義　（愛知2区）
- 石原円吉　（三重全県区）
- 花月純誠　（滋賀全県区）
- 冨田ふさ　（京都全府区）
- 中野武雄　（京都全府区）
- 有田二郎　（大阪1区）
- 松永仏骨　（大阪2区）
- 左藤義詮　（大阪2区）
- 川西清　　（兵庫1区）
- 森崎了三　（兵庫1区）
- 細田忠治郎（兵庫1区）
- 小島徹三　（兵庫2区）
- 小野真次　（和歌山全県区）
- 飯国壮三郎（島根全県区）
- 滝澤脩作　（岡山全県区）
- 井上卓一　（岡山全県区）
- 武田キヨ　（広島全県区）
- 渡辺忠雄　（広島全県区）
- 原侑　　　（広島全県区）
- 坂本実　　（山口全県区）

- 木村義雄　（山口全県区）
- 厚東常吉　（山口全県区）
- 田辺譲　　（山口全県区）
- 松浦薫　　（香川全県区）
- 高橋英吉　（愛媛全県区）
- 薬師神岩太郎（愛媛全県区）
- 寺尾豊　　（高知全県区）
- 山田善三　（福岡1区）
- 石井光次郎（福岡1区）
- 江藤夏雄　（佐賀全県区）
- 田中善内　（佐賀全県区）
- 西村久之　（長崎全県区）
- 小柳冨太郎（長崎全県区）
- 栗原大島太郎（長崎全県区）
- 坂田道太　（熊本全県区）
- 渕田長一郎（熊本全県区）
- 村上勇　　（大分全県区）
- 上林山栄吉（鹿児島全県区）

日本進歩党
71名
- 山崎岩男　（青森全県区）
- 津島文治　（青森全県区）
- 苫米地義三（青森全県区）
- 菅原エン　（岩手全県区）
- 柴田兵一郎（岩手全県区）
- 本間俊一　（宮城全県区）
- 大久保傳藏（山形全県区）
- 荒木武行　（福島全県区）
- 太田秋之助（福島全県区）
- 山下春江　（福島全県区）
- 村井八郎　（福島全県区）
- 鈴木周次郎（福島全県区）
- 武藤常介　（茨城全県区）
- 加藤高蔵　（茨城全県区）
- 鈴木明良　（茨城全県区）

- 宮原庄助　（茨城全県区）
- 小野瀬忠兵衛（茨城全県区）
- 江部順治　（栃木全県区）
- 山口光一郎（栃木全県区）
- 大島定吉　（栃木全県区）
- 最上英子　（群馬全県区）
- 飯島祐之　（群馬全県区）
- 鈴木強平　（群馬全県区）
- 山田悟六　（群馬全県区）
- 滝沢浜吉　（群馬全県区）
- 関根久蔵　（埼玉全県区）
- 宮前進　　（埼玉全県区）
- 青木泰助　（千葉全県区）
- 天野久　　（山梨全県区）
- 林連　　　（東京1区）

- 村島喜代　（新潟1区）
- 白井秀吉　（新潟1区）
- 舟崎由之　（新潟1区）
- 荊木一久　（新潟2区）
- 吉沢仁太郎（新潟2区）
- 橘直治　　（富山全県区）
- 佐藤久雄　（富山全県区）
- 降旗徳弥　（長野全県区）
- 平野増吉　（岐阜全県区）
- 白木一平　（愛知1区）
- 神戸眞　　（愛知1区）
- 早稲田柳右衛門（愛知1区）
- 九鬼紋十郎（三重全県区）
- 川崎秀二　（三重全県区）
- 小川半次　（京都全府区）

- 細川八十八（大阪1区）
- 寺田栄吉　（大阪2区）
- 佃良一　　（兵庫1区）
- 原健三郎　（兵庫1区）
- 八木佐太治（兵庫2区）
- 小池新太郎（兵庫2区）
- 堀川恭平　（兵庫2区）
- 小笹耕作　（兵庫2区）
- 仲川房次郎（奈良全県区）
- 斎藤てい　（和歌山全県区）
- 佐伯忠義　（鳥取全県区）
- 桂作蔵　　（愛媛全県区）
- 馬越晃　　（愛媛全県区）
- 関谷勝利　（愛媛全県区）
- 稲本早苗　（愛媛全県区）

- 森山ヨネ　（福岡1区）
- 古賀喜太郎（福岡1区）
- 長尾達生　（福岡2区）
- 松岡運　　（福岡2区）
- 岡部得三　（福岡2区）
- 北村徳太郎（長崎全県区）
- 吉田安　　（熊本全県区）
- 林田正治　（熊本全県区）
- 八坂善一郎（大分全県区）
- 金光義邦　（大分全県区）
- 原捨思　　（鹿児島全県区）

日本社会党
71名
- 新妻イト　（北海道1区）
- 岡田春夫　（北海道1区）
- 森三樹二　（北海道2区）
- 大澤喜代一（青森全県区）
- 石川金次郎（岩手全県区）
- 及川規　　（岩手全県区）
- 島田晋作　（秋田全県区）
- 田中健吉　（秋田全県区）
- 細野三千雄（秋田全県区）
- 海野三朗　（山形全県区）
- 鈴木義男　（福島全県区）
- 榊原千代　（福島全県区）
- 細田綱吉　（茨城全県区）
- 金子益太郎（栃木全県区）
- 高瀬伝　　（栃木全県区）

- 町田三郎　（群馬全県区）
- 武藤運十郎（群馬全県区）
- 川島金次　（埼玉全県区）
- 吉川兼光　（千葉全県区）
- 松尾トシ子（神奈川全県区）
- 土井直作　（神奈川全県区）
- 金井芳次　（神奈川全県区）
- 松沢一　　（山梨全県区）
- 山口シヅエ（東京1区）
- 原彪　　　（東京1区）
- 加藤シヅエ（東京2区）
- 鈴木茂三郎（東京2区）
- 松岡駒吉　（東京2区）
- 荒畑勝三　（東京2区）
- 玉井潤次　（新潟1区）

- 井伊誠一　（新潟1区）
- 稲村順三　（新潟2区）
- 清沢俊英　（新潟2区）
- 米山久　　（石川全県区）
- 棚橋小虎　（長野全県区）
- 林虎雄　　（長野全県区）
- 山崎道子　（静岡全県区）
- 長谷川保　（静岡全県区）
- 渋谷昇次　（静岡全県区）
- 赤松勇　　（愛知1区）
- 沢田ひさ　（三重全県区）
- 矢尾喜三郎（滋賀全県区）
- 堤隆　　　（滋賀全県区）
- 竹内克巳　（京都全府区）
- 辻井民之助（京都全府区）

- 大矢省三　（大阪1区）
- 叶凸　　　（大阪2区）
- 西村栄一　（大阪2区）
- 松沢兼人　（兵庫1区）
- 山下栄二　（兵庫1区）
- 中崎敏　　（島根全県区）
- 松本淳造　（島根全県区）
- 中原健次　（岡山全県区）
- 森戸辰男　（広島全県区）
- 前田栄之助（広島全県区）
- 高津正道　（広島全県区）
- 田村定一　（山口全県区）
- 田万広文　（香川全県区）
- 平野市太郎（香川全県区）
- 林田哲雄　（愛媛全県区）

- 安平鹿一　（愛媛全県区）
- 氏原一郎　（高知全県区）
- 稲富稜人　（福岡1区）
- 田中松月　（福岡1区）
- 杉本勝次　（福岡1区）
- 上田清次郎（福岡2区）
- 伊藤卯四郎（福岡2区）
- 森本義夫　（福岡2区）
- 松本七郎　（福岡2区）
- 今村等　　（長崎全県区）
- 宮村又八　（熊本全県区）

日本協同党
12名
- 東隆　　　（北海道1区）
- 北政清　　（北海道1区）
- 香川兼吉　（北海道1区）
- 飯田義茂　（北海道2区）
- 太田鉄太郎（北海道2区）

- 松本六太郎（北海道2区）
- 船田享二　（栃木全県区）
- 米倉龍也　（長野全県区）
- 竹山祐太郎（静岡全県区）
- 木下栄　　（兵庫2区）

- 駒井藤平　（奈良全県区）
- 二階堂進　（鹿児島全県区）

日本共産党
5名
- 柄沢とし子（北海道1区）
- 野坂参三　（東京1区）
- 徳田球一　（東京2区）
- 高倉輝　　（長野全県区）
- 志賀義雄　（大阪1区）

諸派
37名
- 椎熊三郎　（北海道1区）
- 地崎宇三郎（北海道1区）
- 本名武　　（北海道2区）
- 井上東治郎（宮城全県区）
- 安部俊吾　（宮城全県区）
- 竹谷源太郎（宮城全県区）
- 丸山修一郎（秋田全県区）
- 鈴木弥五郎（秋田全県区）
- 米山文子　（山形全県区）
- 戸叶里子　（栃木全県区）

- 磯田正則　（埼玉全県区）
- 竹内歌子　（千葉全県区）
- 吉田セイ　（神奈川全県区）
- 石田一松　（東京1区）
- 松谷天光光（東京2区）
- 麻生正蔵　（富山全県区）
- 稲田健治　（富山全県区）
- 安藤はつ　（長野全県区）
- 廿日出厖　（静岡全県区）
- 越原はる　（愛知1区）

- 中野四郎　（愛知2区）
- 田中久雄　（三重全県区）
- 三木キヨ子（大阪1区）
- 本多花子　（大阪2区）
- 小西寅松　（大阪2区）
- 大宮伍三郎（広島全県区）
- 大原博夫　（広島全県区）
- 疋田敏男　（山口全県区）
- 布利秋　　（愛媛全県区）
- 平野八郎　（大分全県区）

- 原尻束　　（大分全県区）
- 大橋喜美　（宮崎全県区）
- 川野芳満　（宮崎全県区）
- 森由己雄　（宮崎全県区）
- 宇田国栄　（鹿児島全県区）
- 石原登　　（鹿児島全県区）
- 原国　　　（鹿児島全県区）

無所属
75名
- 有馬英二　（北海道1区）
- 永井勝次郎（北海道2区）
- 笹森順造　（青森全県区）
- 丹野実　　（宮城全県区）
- 和崎ハル　（秋田全県区）
- 山木武夫　（山形全県区）
- 石黒武重　（山形全県区）
- 図司安正　（山形全県区）
- 大津桂一　（茨城全県区）
- 菊池豊　　（茨城全県区）
- 中山栄一　（茨城全県区）
- 野本品吉　（群馬全県区）
- 森曉　　　（千葉全県区）
- 藤田栄　　（千葉全県区）
- 寺島隆太郎（千葉全県区）

- 鈴木憲一　（神奈川全県区）
- 野村ミス　（新潟2区）
- 中田栄太郎（富山全県区）
- 五坪茂雄　（石川全県区）
- 江川為信　（石川全県区）
- 坪川信三　（福井全県区）
- 奥村又十郎（福井全県区）
- 池上隆祐　（長野全県区）
- 井出一太郎（長野全県区）
- 小坂善太郎（長野全県区）
- 小川一平　（長野全県区）
- 宮沢才吉　（長野全県区）
- 伊藤恭一　（岐阜全県区）
- 武藤嘉一　（岐阜全県区）
- 増井慶太郎（静岡全県区）

- 坪井亀蔵　（静岡全県区）
- 河野金昇　（愛知1区）
- 酒井俊雄　（愛知2区）
- 大谷瑩潤　（愛知2区）
- 穂積七郎　（愛知2区）
- 伊藤幸太郎（三重全県区）
- 今井耕　　（滋賀全県区）
- 大石ヨシエ（京都全府区）
- 木村チヨ　（京都全府区）
- 喜多楢治郎（大阪2区）
- 原藤右門　（大阪2区）
- 中山タマ　（兵庫1区）
- 瀧清麻吉　（奈良全県区）
- 東井三代次（奈良全県区）
- 早川崇　　（和歌山全県区）

- 池村平太郎（和歌山全県区）
- 赤沢正道　（鳥取全県区）
- 田中たつ　（鳥取全県区）
- 井上赳　　（島根全県区）
- 西山冨佐太（岡山全県区）
- 近藤鶴代　（岡山全県区）
- 若林義孝　（岡山全県区）
- 平川篤雄　（広島全県区）
- 伊藤実雄　（広島全県区）
- 松本瀧藏　（広島全県区）
- 久芳庄二郎（山口全県区）
- 仲子隆　　（山口全県区）
- 細迫兼光　（山口全県区）
- 岡田勢一　（徳島全県区）
- 紅露みつ　（徳島全県区）

- 柏原義則　（徳島全県区）
- 秋田大助　（徳島全県区）
- 豊沢豊雄　（香川全県区）
- 中島茂喜　（福岡1区）
- 石崎千松　（福岡2区）
- 大島多蔵　（佐賀全県区）
- 久保猛夫　（長崎全県区）
- 藤本虎喜　（熊本全県区）
- 橋本二郎　（熊本全県区）
- 山下ツ子　（熊本全県区）
- 松原一彦　（大分全県区）
- 鹿島透　　（宮崎全県区）
- 甲斐政治　（宮崎全県区）
- 的場金右衛門（鹿児島全県区）
- 井上徳命　（鹿児島全県区）

### 返り咲き・復帰
計51名
日本自由党
24名
- 松川昌藏　（岩手全県区）
- 菊池長右衛門（岩手全県区）
- 大石倫治　（宮城全県区）
- 中野寅吉　（福島全県区）
- 葉梨新五郎（茨城全県区）

- 山崎猛　　（茨城全県区）
- 高橋泰雄　（埼玉全県区）
- 古島義英　（埼玉全県区）
- 中島守利　（東京1区）
- 益谷秀次　（石川全県区）

- 竹田儀一　（石川全県区）
- 植原悦二郎（長野全県区）
- 大野伴睦　（岐阜全県区）
- 森幸太郎　（滋賀全県区）
- 服部岩吉　（滋賀全県区）

- 田中源三郎（兵庫1区）
- 北浦圭太郎（奈良全県区）
- 世耕弘一　（和歌山全県区）
- 稲田直道　（鳥取全県区）
- 林譲治　　（高知全県区）

- 本田英作　（長崎全県区）
- 上塚司　　（熊本全県区）
- 小見山七十五郎（熊本全県区）
- 塩月学　　（大分全県区）

日本進歩党
9名
- 林平馬　　（福島全県区）
- 日比野民平（岐阜全県区）
- 小林錡　　（愛知2区）
- 岡本実太郎（愛知2区）
- 田中萬逸　（大阪2区）

- 木村小左衛門（島根全県区）
- 長野長広　（高知全県区）
- 中村又一　（佐賀全県区）
- 井上知治　（鹿児島全県区）

日本社会党
15名
- 須永好　　（群馬全県区）
- 松永義雄　（埼玉全県区）
- 片山哲　　（神奈川全県区）
- 浅沼稲次郎（東京1区）
- 中村高一　（東京2区）

- 野溝勝　　（長野全県区）
- 加藤鐐造　（岐阜全県区）
- 加藤勘十　（愛知1区）
- 井上良二　（大阪2区）
- 永江一夫　（兵庫1区）

- 米窪満亮　（兵庫1区）
- 黒田寿男　（岡山全県区）
- 佐竹晴記　（高知全県区）
- 田原春次　（福岡2区）
- 冨吉榮二　（鹿児島全県区）

日本協同党
1名
- 山本実彦　（鹿児島全県区）

諸派
1名
- 伊東岩男　（宮崎全県区）

無所属
1名
- 笠井重治　（山梨全県区）

### 引退・不出馬
計362名
△：翼賛政治体制協議会推薦議員
▲：護国同志会会員
★：A級戦犯容疑者
日本自由党
31名
- 奥野小四郎（旧北海道5区）△
- 二田是儀　（旧秋田1区）△
- 木村武雄　（旧山形1区）▲
- 松岡俊三　（旧山形2区）△
- 唐橋重政　（旧福島2区）△
- 坂本宗太郎（旧埼玉2区）△
- 中助松　　（旧神奈川1区）△
- 野口喜一　（旧神奈川2区）△
- 岡本伝之助（旧神奈川2区）△
- 牛塚虎太郎（旧東京1区）△

- 原玉重　　（旧東京1区）△
- 安藤正純　（旧東京3区）
- 滝沢七郎　（旧東京4区）△
- 田中源　　（旧東京6区）
- 石田善佐　（旧新潟4区）△
- 箸本太吉　（旧石川1区）△
- 安田桑次　（旧岐阜2区）△
- 牧野良三　（旧岐阜3区）△
- 大口喜六　（旧愛知5区）△
- 信正義雄　（滋賀全県区）△

- 田中和一郎（旧京都1区）△
- 池本甚四郎（旧京都2区）△
- 田中好　　（旧京都2区）△
- 紫安新九郎（旧大阪2区）△
- 松山常次郎（旧和歌山1区）△
- 岸井寿郎　（旧香川2区）△
- 田中亮一[注釈 5]（旧佐賀1区）
- 藤生安太郎（旧佐賀2区）△
- 松野鶴平　（旧熊本1区）△
- 中井亮作　（旧熊本2区）△

- 深水吉毅　（旧熊本2区）△

日本進歩党
251名
- 山本厚三　（旧北海道1区）△
- 松浦周太郎（旧北海道2区）△
- 前田善治　（旧北海道2区）△
- 大島寅吉　（旧北海道3区）△
- 手代木隆吉（旧北海道4区）△
- 南条徳男　（旧北海道4区）△
- 深沢吉平　（旧北海道4区）△
- 南雲正朔　（旧北海道5区）△
- 三浦一雄　（旧青森1区）△
- 森田重次郎（旧青森1区）△
- 楠美省吾　（旧青森2区）
- 田子一民　（旧岩手1区）△
- 八角三郎　（旧岩手1区）△
- 泉国三郎　（旧岩手2区）△
- 金子定一　（旧岩手2区）△
- 小野寺有一（旧岩手2区）△
- 鶴見祐輔　（旧岩手2区）△
- 内ヶ崎作三郎（旧宮城1区）△
- 守屋栄夫　（旧宮城1区）△
- 阿子島俊治（旧宮城1区）△
- 村松久義　（旧宮城2区）△
- 小山倉之助（旧宮城2区）△
- 町田忠治　（旧秋田1区）△
- 信太儀右衛門（旧秋田1区）△
- 小山田義孝（旧秋田2区）△
- 高橋熊次郎（旧山形1区）△
- 西方利馬　（旧山形1区）△
- 伊藤五郎　（旧山形2区）△
- 小林鉄太郎（旧山形2区）△
- 内池久五郎（旧福島1区）△
- 小松茂藤治（旧福島1区）△
- 牧原源一郎（旧福島2区）△
- 仲西三良　（旧福島2区）△
- 神尾茂　　（旧福島2区）△
- 植松練磨　（旧福島3区）△
- 山田六郎　（旧福島3区）△
- 渡邉健　　（旧茨城1区）△
- 中井川浩　（旧茨城2区）△
- 福田重清　（旧茨城2区）△
- 山本粂吉　（旧茨城3区）△
- 佐藤洋之助（旧茨城3区）△
- 小篠雄二郎（旧茨城3区）
- 高田耘平　（旧栃木1区）△
- 矢部藤七　（旧栃木1区）△
- 佐久間渡　（旧栃木1区）△
- 森下國雄　（旧栃木2区）△
- 松村光三　（旧栃木2区）△
- 五十嵐吉蔵（旧群馬1区）△
- 清水留三郎（旧群馬1区）△
- 最上政三　（旧群馬2区）△
- 木暮武太夫（旧群馬2区）△

- 松永東　　（旧埼玉1区）△
- 宮崎一　　（旧埼玉1区）△
- 遠山暉男　（旧埼玉1区）△
- 横川重次　（旧埼玉2区）△
- 高橋守平　（旧埼玉2区）△
- 石坂養平　（旧埼玉2区）△
- 新井尭爾　（旧埼玉3区）△
- 出井兵吉　（旧埼玉3区）△
- 多田満長　（旧千葉1区）△
- 篠原陸朗　（旧千葉1区）△
- 伊藤清　　（旧千葉2区）△
- 今井健彦　（旧千葉2区）△
- 中村庸一郎（旧千葉3区）△
- 小高長三郎（旧千葉3区）△
- 田辺徳五郎（旧神奈川1区）△
- 佐久間道夫（旧神奈川1区）△
- 小泉又次郎（旧神奈川2区）△
- 野田武夫　（旧神奈川2区）△
- 安藤覚　　（旧神奈川3区）△
- 山口左右平（旧神奈川3区）△
- 田邊七六　（山梨全県区）△
- 堀内一雄　（山梨全県区）△
- 中島弥団次（旧東京2区）△
- 長野高一　（旧東京2区）△
- 駒井重次　（旧東京2区）△
- 川口寿　　（旧東京2区）△
- 頼母木真六（旧東京3区）△
- 渡辺善十郎（旧東京3区）△
- 今牧嘉雄　（旧東京3区）△
- 真鍋儀十　（旧東京4区）△
- 山田竹治　（旧東京4区）
- 大橋清太郎（旧東京5区）△
- 中村梅吉　（旧東京6区）△
- 前田米蔵　（旧東京6区）△
- 浜野清吾　（旧東京6区）△
- 八並武治　（旧東京7区）△
- 坂本一角　（旧東京7区）△
- 吉川大介　（旧新潟1区）△
- 佐藤芳男　（旧新潟2区）△
- 小柳牧衛　（旧新潟2区）△
- 今成留之助（旧新潟3区）△
- 増田義一　（旧新潟4区）△
- 高見之通　（旧富山1区）
- 中川寛治　（旧富山1区）△
- 赤間徳寿　（旧富山1区）△
- 松村謙三　（旧富山2区）△
- 大石斉治　（旧富山2区）△
- 桜井兵五郎（旧石川2区）△★
- 中西敏憲　（福井全県区）△
- 猪野毛利栄（福井全県区）△
- 酒井利雄　（福井全県区）△

- 添田敬一郎（福井全県区）△
- 小坂武雄　（旧長野1区）△
- 小山邦太郎（旧長野2区）△
- 羽田武嗣郎（旧長野2区）△
- 木下信　　（旧長野3区）△
- 清寛　　　（旧岐阜1区）△
- 船渡佐輔　（旧岐阜1区）△
- 石榑敬一　（旧岐阜1区）
- 伊藤東一郎（旧岐阜2区）△
- 八木元八　（旧静岡1区）△
- 山口忠五郎（旧静岡1区）
- 山田順策　（旧静岡1区）△
- 鈴木忠吉　（旧静岡2区）△
- 金子彦太郎（旧静岡2区）△
- 大村直　　（旧静岡2区）△
- 勝又春一　（旧静岡2区）
- 太田正孝　（旧静岡3区）△★
- 森口淳三　（旧静岡3区）△
- 加藤鐐五郎（旧愛知1区）△
- 下出義雄　（旧愛知1区）△
- 小山松寿　（旧愛知1区）△
- 林正男　　（旧愛知1区）△▲
- 中埜半左衛門（旧愛知2区）△
- 樋口善右衛門（旧愛知2区）△
- 野田正昇　（旧愛知3区）△
- 富田愛次郎（旧愛知3区）△
- 本多鋼治　（旧愛知4区）△
- 小笠原三九郎（旧愛知4区）△
- 大野一造　（旧愛知4区）△
- 田嶋栄次郎（旧愛知5区）△
- 川崎克　　（旧三重1区）
- 九鬼紋七　（旧三重1区）△
- 馬岡次郎　（旧三重1区）△
- 浜地文平　（旧三重2区）△
- 田村秢　　（旧三重2区）△
- 堤康次郎　（滋賀全県区）△
- 別所喜一郎（滋賀全県区）△
- 広野規矩太郎（滋賀全県区）△
- 今尾登　　（旧京都1区）△
- 中村三之丞（旧京都1区）△
- 川崎末五郎（旧京都2区）△
- 岡田啓治郎（旧京都3区）△
- 村上国吉　（旧京都3区）△
- 山本芳治　（旧大阪2区）△
- 上田孝吉　（旧大阪3区）△
- 大川光三　（旧大阪4区）△
- 吉川吉郎兵衛（旧大阪4区）△
- 勝田永吉　（旧大阪5区）△
- 河盛安之介（旧大阪6区）△
- 松田竹千代（旧大阪6区）△
- 井阪豊光　（旧大阪6区）△

- 中井一夫　（旧兵庫1区）△
- 浜野徹太郎（旧兵庫1区）△
- 前田房之助（旧兵庫2区）△
- 白川久雄　（旧兵庫2区）△
- 小林絹治　（旧兵庫3区）△
- 黒田巌　　（旧兵庫3区）△
- 清瀬一郎　（旧兵庫4区）△
- 田中武雄　（旧兵庫4区）△
- 原惣兵衛　（旧兵庫4区）△
- 北村又左衛門（奈良全県区）△
- 植村武一　（奈良全県区）△
- 角猪之助　（旧和歌山2区）△
- 小山谷蔵　（旧和歌山2区）△
- 森川仙太　（旧和歌山2区）△
- 三好英之　（鳥取全県区）△
- 豊田収　　（鳥取全県区）△
- 由谷義治　（鳥取全県区）△
- 田部朋之　（旧島根1区）△
- 島田俊雄　（旧島根2区）△
- 久山知之　（旧岡山1区）△
- 片山一男　（旧岡山1区）△
- 小谷節夫　（旧岡山2区）△
- 土屋源市　（旧岡山2区）△
- 奥久登　　（旧広島1区）△
- 岸田正記　（旧広島1区）△
- 木原七郎　（旧広島2区）△
- 土屋寛　　（旧広島3区）△
- 作田高太郎（旧広島3区）△
- 宮澤裕　　（旧広島3区）△
- 西川貞一　（旧山口1区）△
- 林佳介　　（旧山口1区）△
- 紀藤常亮　（旧山口1区）△
- 安倍寛[注釈 6]（旧山口1区）
- 窪井義道　（旧山口2区）△
- 八木宗十郎（旧山口2区）△▲
- 伊藤三樹三（旧山口3区）△
- 谷原公　　（旧徳島1区）△
- 紅露昭　　（旧徳島1区）△
- 田村秀吉　（旧徳島1区）△
- 三木與吉郎（旧徳島2区）△
- 藤本捨助　（旧香川1区）△
- 武知勇記　（旧愛媛1区）△
- 岡本馬太郎（旧愛媛1区）△
- 山中義貞　（旧愛媛2区）△
- 村瀬武男　（旧愛媛2区）△
- 野本吉兵衛（旧愛媛3区）△
- 毛山森太郎（旧愛媛3区）△
- 高畠亀太郎（旧愛媛3区）△
- 宇田耕一　（旧高知1区）△
- 依光好秋　（旧高知2区）△
- 中越義幸　（旧高知2区）△

- 小野義一　（旧高知2区）△▲
- 森部隆輔　（旧福岡1区）△
- 江口繁　　（旧福岡1区）△
- 松尾三蔵　（旧福岡2区）△
- 赤松寅七　（旧福岡2区）△
- 図師兼弐　（旧福岡2区）△
- 沖蔵　　　（旧福岡3区）△
- 山崎達之輔（旧福岡3区）△
- 鶴惣市　　（旧福岡3区）△
- 松延弥三郎（旧福岡3区）△
- 勝正憲　　（旧福岡4区）△
- 林信雄　　（旧福岡4区）△
- 池田秀雄　（旧佐賀1区）△
- 愛野時一郎（旧佐賀2区）△
- 伊吹元五郎（旧長崎1区）△
- 馬場元治　（旧長崎1区）△
- 中瀬拙夫　（旧長崎1区）△
- 小浦総平　（旧長崎2区）△
- 鈴木重次　（旧長崎2区）△
- 川副隆　　（旧長崎2区）△
- 森肇　　　（旧長崎2区）△
- 荒川真郷　（旧熊本1区）△
- 大麻唯男　（旧熊本1区）△
- 石坂繁　　（旧熊本1区）△
- 三善信房　（旧熊本2区）△
- 伊豆富人　（旧熊本2区）△
- 柏原幸一　（旧大分1区）△
- 金光庸夫　（旧大分1区）△
- 一宮房治郎（旧大分1区）△
- 山口馬城次（旧大分2区）△
- 綾部健太郎（旧大分2区）△
- 曽木重貴　（宮崎全県区）△
- 野村嘉久馬（宮崎全県区）△
- 小田彦太郎（宮崎全県区）△
- 高城憲夫　（旧鹿児島1区）△
- 松方幸次郎（旧鹿児島1区）△
- 南郷武夫　（旧鹿児島1区）△
- 小泉純也　（旧鹿児島1区）△
- 東郷実　　（旧鹿児島2区）△
- 寺田市正　（旧鹿児島2区）△
- 宗前清　　（旧鹿児島3区）△
- 永田良吉　（旧鹿児島3区）△
- 金井正夫　（旧鹿児島3区）△
- 漢那憲和　（沖縄全県区）△
- 仲井間宗一（沖縄全県区）△
- 伊礼肇　　（沖縄全県区）△
- 崎山嗣朝　（沖縄全県区）

日本社会党
10名
- 渡辺泰邦　（旧北海道3区）△
- 川俣清音　（旧秋田2区）▲
- 三宅正一　（旧新潟3区）▲
- 田万清臣　（旧大阪1区）△
- 杉山元治郎（旧大阪5区）△▲

- 河上丈太郎（旧兵庫1区）△
- 阪本勝　　（旧兵庫2区）△
- 前川正一　（旧香川1区）▲
- 松本治一郎（旧福岡1区）△
- 木下郁　　（旧大分2区）△

日本協同党
25名
- 安孫子孝次（旧北海道1区）△
- 吉田貞次郎（旧北海道2区）△
- 星野靖之助（旧北海道4区）△
- 黒澤酉蔵　（旧北海道5区）△
- 池田正之輔（旧山形2区）▲

- 小沢治　　（旧茨城1区）△▲
- 柳川宗左衛門（旧茨城1区）
- 赤城宗徳　（旧茨城3区）△▲
- 船田中　　（旧栃木1区）△▲
- 日下田武　（旧栃木2区）△▲

- 木村寅太郎（旧群馬1区）△
- 吉植庄亮　（旧千葉2区）△
- 中村又七郎（旧新潟4区）▲
- 小平権一　（旧長野3区）△
- 吉田正　　（旧長野4区）△

- 鈴木正吾　（旧愛知5区）▲
- 松原五百蔵（滋賀全県区）△
- 田中藤作　（旧大阪2区）△
- 金光邦三　（旧兵庫1区）△
- 佐々井一晁（旧兵庫5区）

- 越智太兵衛（奈良全県区）△
- 中谷武世　（旧和歌山1区）△▲
- 坂口平兵衛（鳥取全県区）△
- 松永寿雄　（旧高知1区）△▲
- 三浦虎雄　（宮崎全県区）△▲

無所属
45名
- 真藤慎太郎（旧北海道3区）△
- 東条貞　　（旧北海道5区）△
- 竹内俊吉　（旧青森2区）△
- 高木義人　（旧宮城2区）△
- 中島知久平（旧群馬1区）△★
- 川島正次郎（旧千葉1区）
- 福家俊一　（旧東京1区）△
- 本領信治郎（旧東京5区）
- 赤尾敏　　（旧東京6区）

- 津雲国利　（旧東京7区）△
- 高岡大輔　（旧新潟2区）△▲
- 稲葉圭亮　（旧新潟2区）△
- 加藤知正　（旧新潟3区）△
- 田下政治　（旧新潟3区）△
- 喜多壯一郎（旧石川2区）△
- 青山憲三　（旧石川2区）△
- 松本忠雄　（旧長野1区）△
- 小山亮　　（旧長野2区）△▲

- 吉川亮夫　（旧長野3区）△▲
- 小野秀一　（旧長野4区）△▲
- 三田村武夫（旧岐阜2区）
- 加藤弘造　（旧静岡1区）△
- 山野平一　（旧大阪3区）△
- 菅野和太郎（旧大阪4区）△
- 笹川良一　（旧大阪5区）★
- 大倉三郎　（旧大阪5区）△
- 今井嘉幸　（旧兵庫1区）△

- 木崎為之　（旧兵庫5区）△
- 岡田忠彦　（旧岡山1区）△
- 永野護　　（旧広島2区）△
- 肥田琢司　（旧広島2区）
- 永山忠則　（旧広島3区）△▲
- 西村茂生　（旧山口2区）△
- 松浦伊平　（旧香川2区）△
- 河上哲太　（旧愛媛2区）△
- 大石大　　（旧高知1区）

- 満井佐吉　（旧福岡2区）
- 有馬英治　（旧福岡4区）△
- 真崎勝次　（旧佐賀1区）△
- 木下義介　（旧長崎1区）△
- 大島高精　（旧大分1区）△
- 斉藤正身　（宮崎全県区）△
- 津崎尚武　（旧鹿児島1区）△
- 浜田尚友　（旧鹿児島2区）△▲
- 原口純允　（旧鹿児島2区）△

### 落選
計7名
日本自由党
1名
- 桃原茂太　（大阪2区）

日本進歩党
4名
- 長内健栄　（青森全県区）
- 川崎巳之太郎（茨城全県区）
- 坂下仙一郎（静岡全県区）
- 米田吉盛　（愛媛全県区）

日本協同党
1名
- 安藤孝三　（愛知1区）

諸派
1名
- 吉田賢一　（兵庫1区）[注釈 7]

### その他

#### 女性議員

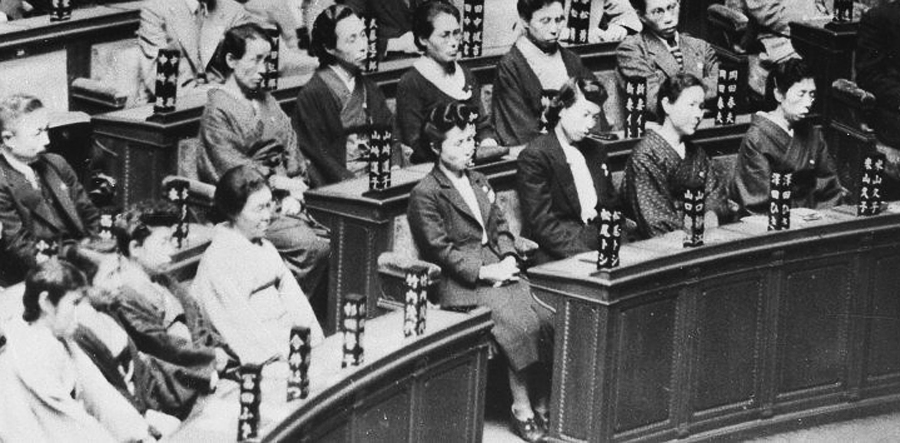
議場の議席に座る女性代議士

当選挙は、日本で初めて女性に参政権が認められた選挙となった。日本初の女性代議士となったのは、以下の39名である。2005年の第44回総選挙で43名が当選するまで、女性代議士の当選最多記録となっていた。
（五十音順）
| 氏名       | 選挙区  | 政党           | 年齢 | 職業                 |
| ---------- | ------- | -------------- | ---- | -------------------- |
| 安藤はつ   | 長野    | 日本平和党     | 34   | 主婦                 |
| 今井はつ   | 福井    | 日本自由党     | 44   | 無職                 |
| 大石ヨシエ | 京都    | 無所属         | 49   | 無職                 |
| 大橋喜美   | 宮崎    | 日向民主党     | 41   | 無職                 |
| 加藤シヅエ | 東京2   | 日本社会党     | 49   | 著述業               |
| 柄沢とし子 | 北海道1 | 日本共産党     | 35   | 無職                 |
| 木村チヨ   | 京都    | 無所属         | 55   | 無職                 |
| 紅露みつ   | 徳島    | 無所属         | 52   | 無職                 |
| 越原はる   | 愛知1   | 新生公民党     | 60   | 名古屋高等女学校校長 |
| 近藤鶴代   | 岡山    | 無所属         | 44   | 岡山高等女学校教諭   |
| 斎藤てい   | 和歌山  | 日本進歩党     | 40   | 無職                 |
| 榊原千代   | 福島    | 日本社会党党友 | 47   | 無職                 |
| 沢田ひさ   | 三重    | 日本社会党     | 47   | 無職                 |
| 菅原エン   | 岩手    | 日本進歩党     | 49   | 農業                 |
| 杉田馨子   | 茨城    | 日本自由党     | 38   | 無職                 |
| 竹内歌子   | 千葉    | 新日本青年党   | 31   | 会社役員             |
| 竹内茂代   | 東京1   | 日本自由党     | 65   | 医師                 |
| 武田キヨ   | 広島    | 日本自由党     | 49   | 学校法人理事         |
| 田中たつ   | 鳥取    | 無所属         | 53   | 助産婦               |
| 戸叶里子   | 栃木    | 日本民党       | 37   | 無職                 |
| 冨田ふさ   | 京都    | 京都女子自由党 | 52   | 医師                 |
| 中山タマ   | 兵庫1   | 無所属         | 55   | 医師                 |
| 新妻イト   | 北海道1 | 日本社会党     | 56   | 日用品活用協会嘱託   |
| 野村ミス   | 新潟2   | 無所属         | 49   | 無職                 |
| 本多花子   | 大阪2   | 日本婦人党     | 37   | 無職                 |
| 松尾トシ子 | 神奈川  | 日本社会党     | 48   | 日本女性英学院校長   |
| 松谷天光光 | 東京2   | 餓死防衛同盟   | 27   | 無職                 |
| 三木キヨ子 | 大阪1   | 民本党         | 26   | 会社経営             |
| 村島喜代   | 新潟1   | 日本進歩党     | 54   | 無職                 |
| 最上英子   | 群馬    | 日本進歩党     | 43   | 無職                 |
| 森山ヨネ   | 福岡1   | 日本進歩党     | 55   | 女学校講師           |
| 山口シヅエ | 東京1   | 日本社会党     | 29   | 山口自転車炊事部長   |
| 山崎道子   | 静岡    | 日本社会党     | 45   | 無職                 |
| 山下春江   | 福島    | 日本進歩党     | 45   | 会社役員             |
| 山下ツ子   | 熊本    | 無所属         | 47   | 会社社長             |
| 吉田セイ   | 神奈川  | 新日本婦人党   | 36   | 無職                 |
| 米山久     | 石川    | 日本社会党     | 49   | 無職                 |
| 米山文子   | 山形    | 中道会         | 44   | 無職                 |
| 和崎ハル   | 秋田    | 無所属         | 61   | 無職                 |

## 選挙後
1946年（昭和21年）4月16日、幣原が進歩党総裁に就任し政権居座りを模索するも、各党の反対により4月22日に内閣は総辞職した。そして5月2日、自由党総裁の鳩山一郎に大命降下が下りるも、5月4日に鳩山が公職追放通知をうけて大命拝辞する。
5月16日、外務大臣の吉田茂に大命降下され、5月22日に第1次吉田内閣が発足する。

### 帝国議会
第90回帝国議会
会期：1946年（昭和21年）5月16日 - 11月24日
|                                           | 日本自由党       | 142 |
|                                           | 日本進歩党       | 97  |
|                                           | 日本社会党       | 95  |
|                                           | 日本民主党準備会 | 38  |
|                                           | 協同民主倶楽部   | 33  |
|                                           | 新光倶楽部       | 29  |
|                                           | 無所属倶楽部     | 25  |
|                                           | 日本共産党       | 5   |
|                                           | 欠員             | 4   |
| 総計                                      | 総計             | 468 |
| 出典：第九〇回帝国議会 貴族院・衆議院解説 |                  |     |

- 衆議院議長選挙（連記投票、投票者数：443  過半数：223） - 議会で3名候補者を選出し上奏、天皇がうち1名を勅任する[9]。

三木武吉　（自由党）：267票
樋貝詮三　（自由党）：234票
大石倫治　（自由党）：230票
淺沼稻次郎（社会党）：126票
佐竹晴記　（社会党）：104票
細迫兼光　（新光倶）：033票
笹森順造　（準備会）：030票
尾崎行雄（無所属倶）：014票
有馬英二　（準備会）：006票
齋藤隆夫　（進歩党）：004票
※複数　　　　　　　：003票（2人：計6票）
岡田勢一（準備会） 植原悦二郎（自由党）
※複数　　　　　　　：002票（4人：計8票）
芦田均　（自由党） 大石ヨシエ（無所属倶） 田中伊三次（準備会） 寺島隆太郎（準備会）
※複数　　　　　　　：001票（18人：計18票）
犬養健　（自由党） 加藤勘十　　（社会党） 片山哲　（社会党） 叶凸　　　（社会党） 喜多楢治郎（準備会）
北昤吉　（自由党） 木村小左衛門（進歩党） 河野密　（社会党） 鈴木弥五郎（準備会） 竹内茂代　（自由党）
坪井亀蔵（準備会） 戸叶里子　　（社会党） 中山タマ（準備会） 星島二郎　（自由党） 松永義雄　（社会党）
松原一彦（新光倶） 三木キヨ子（無所属倶） 三木武夫（準備会）
白票　　　　　　　　：001票
選出された三木、樋貝、大石の中から慣例により最多得票の三木が勅任される予定だったが、公職追放の指令を受ける可能性が高まったため辞退。次に得票が高い樋貝が議長に勅任された。三木は5月23日公職追放された。
- 衆議院副議長選挙（連記投票、投票者数：441  過半数：221）

木村小左衛門（進歩党）：231票
中川重春　　（進歩党）：196票
菅又薫　　　（進歩党）：169票
永江一夫　　（社会党）：141票
松永義雄　　（社会党）：135票
松原一彦　　（新光倶）：027票
中山タマ　　（準備会）：026票
細迫兼光　　（新光倶）：007票
大澤久明　　（社会党）：005票
叶凸　　　　（社会党）：004票
※複数　　　　　　　　：003票（5人：計15票）
田中たつ（準備会） 松本淳三（社会党） 淺沼稻次郎（社会党） 伊藤実雄（無所属倶） 大谷瑩潤（準備会）
※複数　　　　　　　　：002票（7人：計14票）
石黒武重（無所属倶） 片山哲　　（社会党） 菊池豊（無所属倶） 森三樹二（社会党） 森由己雄（協同民主）
山崎道子　（社会党） 菊地養之輔（社会党）
※複数　　　　　　　　：001票（38人：計38票）
大石ヨシエ（無所属倶） 笠井重治　（無会派） 尾崎行雄（無所属倶） 木村チヨ　（無会派） 加藤勘十　（社会党）
有馬英二　　（準備会） 秋田大助　（準備会） 石井光次郎（自由党） 稲富稜人　（社会党） 今井はつ　（自由党）
今村等　　　（社会党） 小坂善太郎（新光倶） 河野密　　（社会党） 佐藤虎次郎（自由党） 佐竹晴記　（社会党）
齋藤隆夫　　（進歩党） 笹森順造　（準備会） 渋谷昇次　（社会党） 庄司一郎　（自由党） 田中伊三次（準備会）
田中萬逸　　（進歩党） 竹内茂代　（自由党） 坪川信三　（準備会） 坪井亀藏　（準備会） 野坂参三　（共産党）
野村ミス　　（準備会） 星一　　　（進歩党） 松谷天光光（新光倶） 町田三郎　（社会党） 三木キヨ子（無所属倶）
村井八郎　　（進歩党） 森戸辰男　（社会党） 山口静江　（社会党） 徳田球一　（共産党） 山本実彦　（協同党）
吉田セイ　　（準備会） 吉川兼光　（社会党） 米山文子　（準備会）
白票　　　　　　　　　：003票

### 政党
諸派のほとんどは共産党を除く既成政党の自由党・進歩党・社会党・日本協同党に吸収されるか、選挙後に結成された国民党に参加した。